# Manipur

Distritos de Manipur.

Manipur es un estado de la República de la India. Su capital es Imphal. Con una población de 2 720 000 habitantes según el censo de 2011, está ubicado al este del país, limitando al norte con Nagaland, al este con Birmania, al sur con Mizoram y al oeste con Assam.  
La etnia mayoritaria es la de los meiteis. Su idioma, el meitei es también la lengua del estado. Obtuvo el reconocimiento de lengua oficial de la India en 1992. Como curiosidad, en Manipur se originó el juego del polo. Tiene una superficie de 22.237 km².

## Historia
Tanto Manipur como Assam se vieron envueltos en las disputas entre Tailandia y Birmania. Los birmanos ocuparon ambos estados, lo que molestó a los británicos que gobernaban el estado vecino de Bengala. Los británicos, para salvaguardar su posición, atacaron y derrotaron a los birmanos. Tanto Assam como Manipur quedaron bajo su control en 1891.
Durante la Segunda Guerra Mundial, Manipur fue el escenario de numerosas batallas entre los japoneses y las fuerzas aliadas. Los japoneses fueron derrotados antes de que tomaran Imphal, en lo que se considera uno de los puntos de inflexión de la contienda. 
En 1947 mientras la India se preparaba para la independencia, Manipur se convirtió en un reino independiente. El rey Maharajá Prabodhchandra inició un proceso de democratización, llegando a redactar la constitución de Manipur ese mismo año de 1947. En 1949 Manipur fue invadido por los indios e integraron el país en la india como  territorio de la unión en 1956. En 1972 se le consideró ya como un estado.

## Problemas del estado
En la actualidad (2005) en el estado de Manipur existen numerosos grupos armados separatistas que iniciaron sus acciones poco después de la independencia del país y que siguen plenamente activos. Manipur es uno de los estados con mayor índice de desempleo por lo que muchos jóvenes se unen a los grupos armados buscando soluciones a sus problemas. Estos grupos de guerrilleros suelen exigir pagos a los empresarios del estado, pagos que, como extorsión, sirven para financiar a los grupos.
Otro de los problemas de Manipur es el conflicto fronterizo con Birmania. Manipur está también envuelto en una disputa territorial con el estado de Nagaland.
El gobierno indio lleva años restringiendo el acceso a la región a los periodistas extranjeros. Sólo pueden entrar con un permiso especial que expide escasamente el Ministerio del Interior.

### Movimientos armados en Manipur (2000)
- Frente Unido de Liberación Nacional (UNLF)
- People's Revolutionary Party of Kangleipak (PREPAK)
- Peoples Liberation Army (PLA)
- Revolutionary Peoples Front (RPF)
- Partido Comunista de Kangleipak (KCP)
- Manipur Peoples Liberation Front (MPLF)
- Manipur Liberation Tiger Army (MLTA)
- Iripak Kanba Lup (IKL)
- Kangleipak Kanba Kanglup (KKK)
- Kangleipak Liberation Organisation (KLO)
- Revolutionary Joint Committee (RJC)
- People’s United Liberation Front (PULF)
- North East Minority Front (NEMF)
- Islamic National Front (INF)
- Islamic Revolutionary Front (IRF)
- United Islamic Liberation Army (UILA)
- United Islamic Revolutionary Army (UIRA)
- Kuki Independent Army (KIA)
- Kuki Defence Force (KDF)
- Kuki International Force (KIF)
- Kuki National Volunteers (KNV)
- Kuki Liberation Front (KLF)
- Kuki Security Force (KSF)
- Kuki Revolutionary Front (KRF)
- United Kuki Liberation Front (UKLF)
- Hmar People’s Convention (HPC)
- Hmar Revolutionary Front (HRF)
- Zomi Revolutionary Army (ZRA)
- Zomi Revolutionary Volunteers (ZRV)
- Indigenous People's Revolutionary Alliance(IPRA)
- Kom Rem People's Convention (KRPC)
- Chin Kuki Revolutionary Front (CKRF)

## Banderas de Manipur
Como estado bajo protectorado británico Manipur tuvo hasta 1907 dos banderas, una blanca y otra roja con una serpiente.
A estas banderas se las llamaba Pakhangba (Bandera de la Serpiente).
En 1907 se creó una nueva bandera. La bandera blanca quedó como bandera real y la roja como bandera de Estado.
La nueva bandera adoptada seguía el mismo criterio de un mismo formato con dos colores (una roja y otra blanca) conteniendo el escudo dinástico y era considerada la bandera nacional, aunque más bien era una bandera dinástica.
La bandera adoptada como bandera de Estado en el breve periodo de independencia de 1947 a 1949 fue la Pakhangba (bandera de la serpiente) en su versión en rojo.
Esta bandera ha sido conservada por los independentistas como la bandera nacional, hasta la fecha.

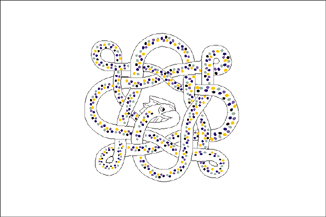
Bandera del maharajá de Manipur.
Bandera de Estado de Manipur.
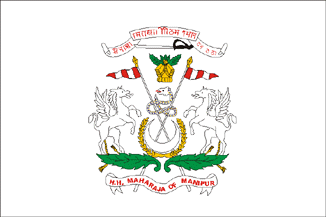
Bandera nacional de Manipur, blanca.
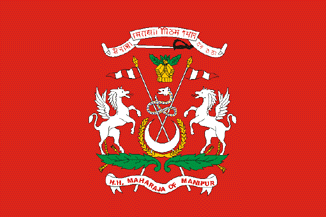
Bandera nacional de Manipur, roja.

### Escudo

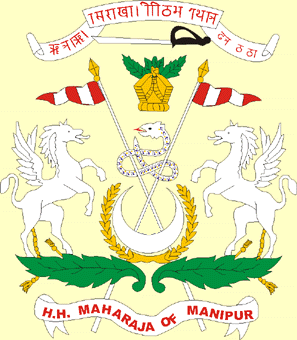
Escudo de Manipur.

El escudo de Manipur incluye la serpiente con corona real sobre una media luna protegida por laureles, y dos lanzas cruzadas con banderola con los colores nacionales. 
El conjunto está protegido por dos caballos rampantes sobre dos hojas, y en la parte superior la espada de la dinastía y una cinta con el título del soberano en manipurí, y en la inferior una cinta con el título del soberano en inglés.

## Tradiciones
Una de las tradiciones más importantes es el Yaosang. Parecido a la festividad del Holi.